# Xã Buffalo, Quận Ogle, Illinois
Xã Buffalo (tiếng Anh: Buffalo Township) là một xã thuộc quận Ogle, tiểu bang Illinois, Hoa Kỳ. Năm 2010, dân số của xã này là 2.813 người.